# Готторпський глобус

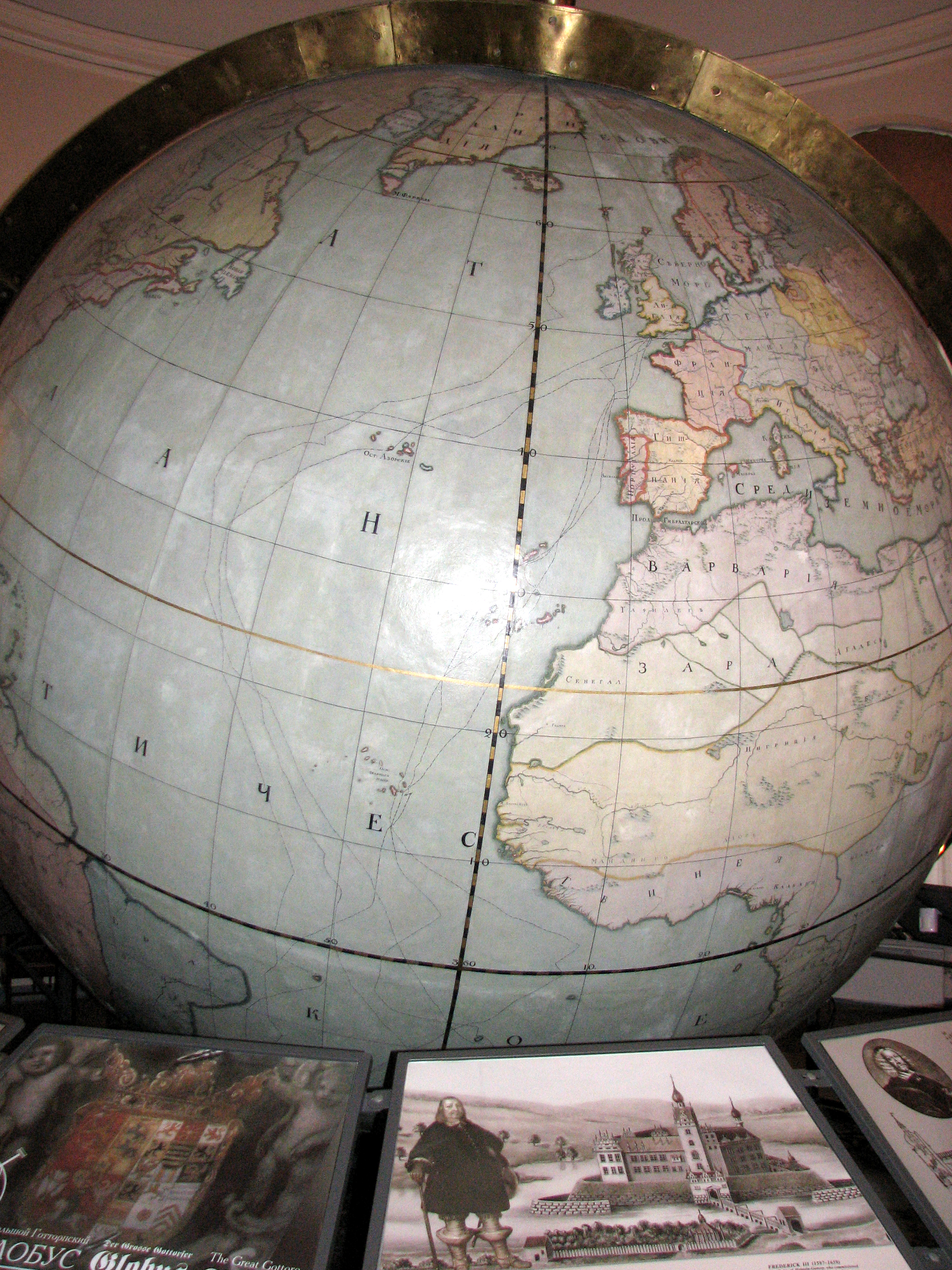
Великий Готторпський глобус в експозиції Кунсткамери

Великий Готторпський (академічний) глобус-планетарій — перший і колись найбільший у світі глобус-планетарій, діаметром 3,1 метра; пам'ятник науки і техніки I категорії. Робота зі створення великого Глобуса-планетарія розпочалася за розпорядженням Готторпського герцога Фрідріха III в 1651 р. Автор проекту — Адам Олеаріус. В 1651—1652 рр. в м. Хестеберзі були виготовлені деталі каркаса і несучі конструкції глобуса.

## Історія
У 1652—1654 рр. було зібрано механізм, а також дерев'яну платформу з сидінням для глядачів всередині глобуса. У 1655 р. обидві поверхні глобуса були облицьовані мідними листами, відполіровані і обклеєні полотном. У 1656—1658 рр. створювалася зовнішня (географічна) карта і наносилася розмітка на внутрішню (зоряну) карту (у тому числі зміцнювалися металеві зірочки). У 1662—1664 рр. до механізму глобуса було підведено водяний привід. У середині 1664 р. спадкоємець Фрідріха III, Крістіан Альбрехт, урочисто відкрив павільйон Великого Готторпського Глобуса-Планетарію. 10 липня 1713 р. єпископ-адміністратор Готторпського герцогства Крістіан Август підписав ордер про передачу глобуса в Петербург як дипломатичного подарунка російському імператору Петру I. 20 березня 1717 р. глобус прибув до Петербурга, де згодом був встановлений в будівлі Кунсткамери.
У 1747 р. глобус згорів під час сильної пожежі. Відновлення глобуса на підставі збережених металевих конструкцій глобуса тривало до кінця XVIII ст. У 1750—1753 рр. для розміщення глобуса за проектом архітектора І. Я. Шумахера було побудовано спеціальне приміщення — Глобусний будиночок — де глобус перебував до 1901 р., коли був переміщений до «Адміралтейства» Царського села.
У 1942—1947 рр. глобус перебував у Німеччині (спершу в м. Нойштедт, потім у м. Любек), куди був вивезений німецькими військами. У 1948 р. глобус був повернутий Радянському Союзу і перевезений в м. Ленінград. Для його розміщення за проектом першого директора Музею М. В. Ломоносова, архітектора Р. І. Каплан-Інгеля була заново відбудована вежа Кунсткамери, в якій глобус знаходиться в цей час. Сьогодні Великий Готторпський (Академічний) Глобус-Планетарій є експонатом Музею антропології та етнографії ім. Петра Великого (Кунсткамера) Російської академії наук, інвентарний номер МЛ-2663. Проте побачити його може не кожний відвідувач, а тільки той, хто оплатить екскурсію по 4-му та 5-му поверхах Кунсткамери.

## Творці глобуса
- Олеарій (Ольшлегель) Адам (Olearius (Öhlschlegel) Adam, 1599—1671) — придворний астроном і бібліотекар Готторпського герцога, секретар посольства Голштинії в Росію 1633—1634 рр. Автор проекта великого глобуса.
- Беш Андреас (Bösch Andreas) — інженер, керівник робіт з будівництва Глобуса.
- Лоренц Карстон (Lorenz Karatens) — агент, що забезпечував поставку матеріалів для виготовлення глобуса.
- Лоренц Крістіан (Lorenz Christian) — майстер-красномідник, здійснив облицювання і полірування глобуса.
- Наннен Йохан (Nannen Johann) — годинниковий майстер, творець механізму глобуса.
- Кох Отто (Koch Otto) — гравер, зробив розмітку на мідній шкалі всередині глобуса.
- Мюллер Ганс (Müller Hans) — художник, творець карти небесної сфери, розташованої на внутрішній поверхні глобуса.